# Moncler
Moncler è un'azienda di lusso italiana di origini francesi specializzata in abbigliamento e accessori.
Moncler è stata fondata nel 1952 nel comune francese di Monestier-de-Clermont, località sciistica vicino a Grenoble, da René Ramillon, artigiano di attrezzature da montagna francese, e André Vincent. La società è stata acquistata nel 2003 da Remo Ruffini (presidente e amministratore delegato).
Moncler è quotata nell'indice FTSE MIB della Borsa Italiana.

## Storia

### In Francia

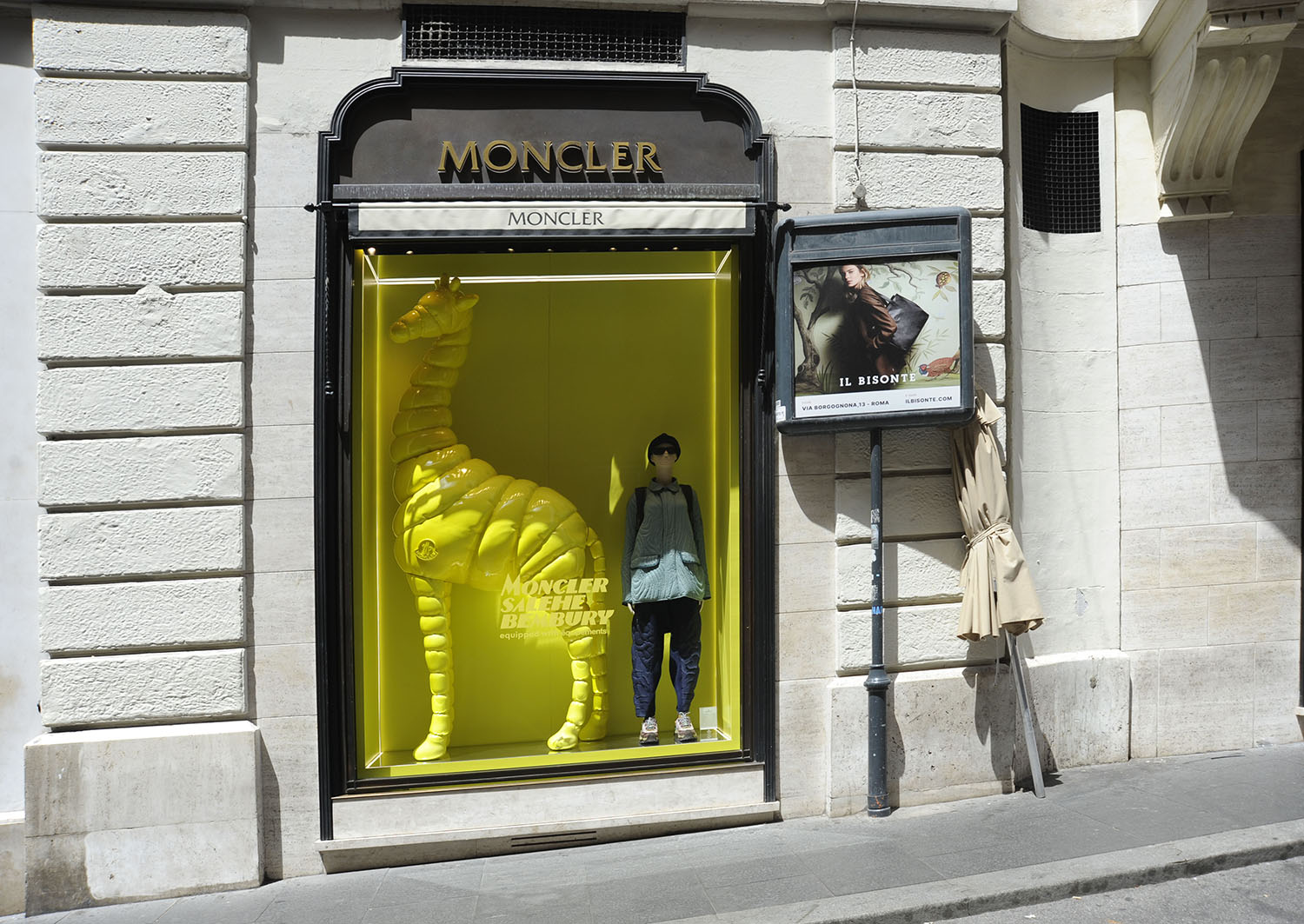
Negozio Moncler a via Condotti Roma

Il nome Moncler è l'acronimo di Monestier de Clermont, località francese vicina a Grenoble dove l'azienda è stata fondata. All'inizio Moncler produceva sacchi a pelo imbottiti, un unico modello di mantella foderata con cappuccio e tende con struttura telescopica e copertura esterna.
I primi piumini Moncler furono prodotti nel 1954 per gli operai dell'azienda stessa che li indossarono sopra la tuta da lavoro nel piccolo stabilimento di montagna. L'alpinista Lionel Terray, amico di René Ramillon, li notò, e sotto la sua consulenza Moncler mise a punto la prima linea specializzata per l'alpinismo in alta quota, "Moncler pour Lionel Terray". Gli articoli furono provati nel corso di varie spedizioni e perfezionati.
I piumini Moncler equipaggiarono, tra le altre, le seguenti spedizioni:
- 1954 spedizione italiana di Achille Compagnoni e Lino Lacedelli che vide la prima conquista del K2, secondo ottomila della terra
- 1955 spedizione francese che raggiunse la cima del Makalu, altro ottomila
- 1964 fornitore ufficiale delle spedizioni in Alaska organizzate da Lionel Terray.

Nel 1968 Moncler diventa fornitore ufficiale della nazionale francese di sci alpino durante i Giochi Olimpici Invernali di Grenoble. In questa circostanza il logo Moncler muta, sostituendo il precedente Monte Eguit con il disegno di un gallo.
Nel 1972 la squadra francese utilizza una variante del piumino: non più la versione "doppia", ma un singolo capo più maneggevole e leggero per i requisiti di una competizione agonistica. Denominata inizialmente "Huascaran" e in seguito "Nepal", la linea disponeva di spalline in pelle per appoggiarvi gli sci senza danneggiare il tessuto. Il concomitante decollo del turismo invernale di massa ebbe ripercussioni positive sulle vendite. Negli anni ottanta il piumino con le sue impunture e il suo effetto "verniciato", disponibile anche in colori sgargianti, inizia a diffondersi nelle aree urbane ed è uno dei capi identificativi di una certa sottocultura giovanile dell'epoca. La stilista Chantal Thomass, collaborando con l'azienda fino al 1989, ne rivisitò l'estetica.

### In Italia
Nel 1992 Moncler diventa un marchio italiano, per mezzo di Pepper Industries, che poi lo cede a Finpart. Nel 2003 il marchio è acquisito dall'imprenditore Remo Ruffini (presidente e al tempo direttore creativo dell'azienda). Sotto la sua gestione l’azienda cambia profondamente e il brand si riposiziona come marchio di lusso.
Nel 2006 viene lanciata la Moncler Gamme Rouge, una collezione disegnata da Alessandra Facchinetti fino al 2008 e in seguito da Giambattista Valli (fino al 2018). Nel 2007 l'azienda modifica il suo approccio alla distribuzione, aprendo la prima boutique monomarca  a Parigi, seguita da Milano nel 2008 e New York nel 2009.
Nel 2008 il gruppo Carlyle rileva una quota aziendale pari al 48%, mentre a Ruffini rimane il 38%.
Nel 2009 Moncler lancia la Moncler Gamme Bleu, una collezione maschile affidata, fino al 2018, allo stilista Thom Browne. L'anno seguente viene lanciata a New York Moncler Grenoble, una collezione tecnica sia per lo sci che per l'après-ski.
Nel 2011 primo azionista diventa il fondo francese Eurazeo (45%) tramite l’acquisto di una partecipazione per un corrispettivo di 418 milioni di euro; Ruffini resta il secondo azionista (scendendo dal 38 al 32%), mentre il gruppo Carlyle riduce la propria quota dal 48 al 17,7%.
Nel 2013 l'azienda viene quotata presso la Borsa di Milano e dal 24 marzo 2014 è presente nel segmento FTSE MIB. Nel 2015 Remo Ruffini torna primo azionista di Moncler con una quota del 32%, mentre il fondo francese Eurazeo vende parte delle sue azioni scendendo al 15,5%. Nuovo riassetto azionario nel luglio 2016: entrano nel capitale della holding della famiglia Ruffini — Ruffini Partecipazioni — che ha il controllo di Moncler, due nuovi soci con il 24,4%: il fondo sovrano di Singapore, Temasek, e lo spagnolo Torres, presidente di Dufry. Ruffini ha la maggioranza di questa newco con il 75,6%, esce invece Clubsette, la società di Tamburi Investment Partners.
Nel febbraio 2018 Moncler lancia il progetto Moncler Genius, caratterizzato da un insieme di collezioni create da diversi designer e rilasciate mensilmente. L'11 marzo 2019 il fondo statunitense BlackRock acquisisce una partecipazione complessiva nel capitale sociale di Moncler del 5,026%.L'azionista di riferimento è sempre Ruffini con il 19,30% del capitale, segue BlackRock mentre il fondo Eurazeo ha completamente azzerato la sua ultima posizione. Nello stesso anno Moncler entra per la prima volta negli indici Dow Jones Sustainability (DJSI) World and Europe.

### Il Gruppo Moncler
Il 7 dicembre 2020 Moncler annuncia l'acquisizione di Stone Island per 1,15 miliardi di euro, che viene poi finalizzata il 31 marzo 2021 quando entra a far parte del Gruppo Moncler. La famiglia Rivetti diventa socia nella holding di controllo.
A gennaio 2022 Moncler annuncia l’eliminazione della pelliccia dai suoi capi con la collezione successiva all’autunno/inverno 2023.
Il 26 settembre 2024 Ruffini Partecipazioni Holding (holding di controllo di Remo Ruffini) ha annunciato l’avvio di una partnership con LVMH al fine di rafforzare la propria posizione come primo azionista in Moncler attraverso Double R Srl (ex Ruffini Partecipazioni), società che detiene il 15,8% di Moncler.

## Controversie
- Nel 2011 Moncler è stata al centro di alcune polemiche a seguito decisione del Tribunale di Padova di bloccare degli utenti italiani a 493 siti internet contenenti il nome dell'azienda nel dominio. Il presupposto era che commercializzassero merce contraffatta.[43][44][45]
- Nel novembre 2014 un'inchiesta del programma televisivo Report critica duramente alcune presunte politiche produttive dell'azienda rispetto all’approvvigionamento di piume che sono state smentite dall'azienda.[46] A partire dal 2016, tutta la piuma usata da Moncler è certificata DIST.[47]

## Collezioni
Moncler offre al pubblico una gamma variegata di piumini, collocati generalmente nella fascia di lusso, con un allargamento del mercato anche verso la stagione estiva. È presente nel mercato con tre collezioni:
- Moncler collection: è la linea principale; offre capispalla e accessori per donna, uomo e bambino.
- Moncler Grenoble (2010): è una collezione tecnica che offre sia indumenti da sci sia in quelli per il dopo-sci, in chiave metropolitana.
- Moncler Genius (2017): è un insieme di collezioni create da diversi designer che interpretano l’identità di Moncler.

## Collaborazioni
Moncler ha collaborato negli anni con diverse aziende e designer, firmando collezioni o prodotti a edizione limitata:
- Fendi (2006) - collaborazione per la borsa "Spy Moncler", versione in piumino dell'omonima produzione Fendi[49]
- Comme des Garçons - collaborazione per la linea "Comme des Garçons Moncler 365"
- Moncler V (2010-2011) - collaborazione per l'edizione speciale maschile della linea principale, disegnata da Hiroki Nakamura. La collezione aveva per oggetto capi degli anni cinquanta/sessanta, reinterpretati in chiave moderna. Moncler V ha preso il nome dalla Visvim, azienda di cui Nakamura era direttore creativo
- Mykita - collaborazione per la linea di occhiali "MYKITA & Moncler", con i modelli "Lino" e "Achille"
- Rimowa (2012) - collaborazione per una personalizzazione della valigia "Topas Stealth" dell'azienda tedesca
- Off-White™ (2016)

## Distribuzione
I prodotti Moncler vengono commercializzati in 75 Paesi attraverso 326 boutique monomarca (2023).